# Ochthoeca piurae
El pitajo de Piura  (Ochthoeca piurae), también denominado pitajo piura, es una especie de ave paseriforme de la familia Tyrannidae perteneciente al género Ochthoeca. Es endémico del noroeste del Perú.

## Distribución y hábitat
Se distribuye en el noroeste del Perú, en la pendiente occidental de los Andes, desde Piura hacia el sur hasta Áncash. Un registro reciente en el departamento de Lima puede extender su zona de distribución.
Esta especie es considerada rara y local en sus hábitats naturales: los matorrales montanos y bordes de fragmentos de bosque en una estrecha faja de altitud entre 1500 y 2800 m s. n. m.

## Estado de conservación
El pitajo de Piura había sido calificado hasta 2016 como casi amenazado por la Unión Internacional para la Conservación de la Naturaleza (IUCN) debido a la sospecha de que su población (no cuantificada) estaría decayendo lenta a moderadamente debido a la continua degradación o pérdida de su hábitat y pérdida de los locales históricamente ocupados por la especie. Sin embargo en una nueva evaluación en 2020 se le califica como preocupación menor.

## Sistemática

### Descripción original
La especie O. piurae fue descrita por primera vez por el ornitólogo estadounidense Frank Michler Chapman en 1924 bajo el mismo nombre científico; su localidad tipo es: «Palambla, 6500 pies (c. 1980 m), departamento Piura, Perú»; el holotipo, un macho adulto recolectado el 13 de octubre de 1922, se encuentra depositado en el Museo Americano de Historia Natural, en Nueva York, bajo el número AMNH 175347.

### Etimología
El nombre genérico femenino «Ochthoeca» se compone de las palabras del griego «okhthos» que significa ‘montículo’, ‘colina’ y «oikeō» que significa ‘habitar’; y el nombre de la especie «piurae», se refiere a la localidad tipo, Piura, Perú.

### Taxonomía
Es monotípica.